# Anne-Marie Lemay
Anne-Marie Lemay (née à Saint-Antoine-de-Tilly en 1986) est une jeune journaliste de Radio-Canada en Estrie. On peut notamment voir ses reportages à l'émission Le Téléjournal-Estrie de même qu'au Réseau de l'information le matin la fin de semaine. Diplômée en sciences politiques et en histoire de l'université de Sherbrooke, elle a commencé sa carrière à Radio-Canada en 2006, où elle travaille toujours.